# Elsa Kourani
Elsa Kourani (* 15. November 1913 in Beirut; † 2. Juni 2003 in Kopenhagen) war eine dänische Schauspielerin.

## Leben
Elsa Kourani war die Tochter eines Libanesen und einer Dänin. Ihre Kindheit verbrachte sie bis zu ihrem zehnten Lebensjahr in der libanesischen Hauptstadt Beirut. Im Jahr 1924 zogen ihre Eltern mit ihr nach Kopenhagen, der Heimatstadt ihrer Mutter und wo sie dann zeitlebens wohnte. Ihr Vater war dort als Fabrikarbeiter tätig.
Nach ihrem Schulabschluss absolvierte sie von 1932 bis 1936 ihre Schauspielausbildung an der Eleveskole des Königlichen Theaters Kopenhagen, wo sie auch ihr Bühnendebüt als Darstellerin hatte. Als Bühnendarstellerin wirkte sie in zahlreichen Theaterstücken, Musicals, Kabarett-Programmen, Varieté-Shows und Ballett-Aufführungen mit, so unter anderem auch am Folketeatret, am Odense Teater oder am Aarhus Teater. Von 1947 bis 1990 wirkte sie als Schauspielerin vor der Kamera in einigen Spielfilmen mit.
Elsa Kourani war verheiratet. Die Ehe blieb kinderlos. Sie starb im Juni 2003 im Alter von 89 Jahren. Ihre Grabstätte befindet sich auf dem Kopenhagener Sundby-Friedhof.

## Filmografie (Auswahl)
- 1947: Lykke pa Rejsen
- 1955: Gengaeld
- 1961: Einer unter vielen
- 1963: Gudrun
- 1966: Es war einmal ein Krieg
- 1990: Dagens Donna